# Encentrum barti
Encentrum barti är en hjuldjursart som beskrevs av De Smet 2000. Encentrum barti ingår i släktet Encentrum och familjen Dicranophoridae. Inga underarter finns listade i Catalogue of Life.